# Anna Sasaki
Anna Sasaki (29 de enero de 2001) es una deportista de Japón que compite en natación. Ganó tres medallas en el Campeonato Mundial Junior de Natación de 2017, plata en 400 m estilos y bronce en 4 × 100 m libre y 4 × 100 m estilos.